# Rue des Carmes (Liège)
Pour les articles homonymes, voir Rue des Carmes.
La rue des Carmes, ancienne rue des Barrés, est une rue du centre de Liège dans le quartier latin reliant la rue des Clarisses à la place du Vingt-Août.

## Toponymie
Le nom de la rue trouve son origine dans le couvent des Carmes qui était situé entre la rue des Carmes et la rue du Méry.

## Rues adjacentes
- Place des Carmes
- Rue des Clarisses
- Rue Saint-Paul
- Place du Vingt-Août